# Changshou

Stadtbezirk Changshou in Chongqing

Changshou (chinesisch 长寿区, Pinyin Chángshòu Qū) ist ein Stadtbezirk der regierungsunmittelbaren Stadt Chongqing in der Volksrepublik China. Er hat eine Fläche von 1.415,49 km². Bei Volkszählungen in den Jahren 2000 und 2010 wurden in Changshou 874.307 bzw. 770.009 Einwohner aufgenommen.

## Tourismus
Der Changshou See ist ein wichtiges Erholungsziel für die Bewohner des urbanen Raums von Chongqing, der sich etwa 80 km südlich befindet. Der künstlich angelegte See ist das Produkt eines Staudammes entlang dem Fluss Longxi und wird auch Shizitan Reservoir genannt. Die Fläche des Stausees beläuft sich auf 60 km2.
Der Berg Puti ist ebenfalls ein beliebtes Ausflugsziel in Changshou, hauptsächlich wegen seiner buddhistischen Geschichte. Der buddhistische Tempel des Berges trägt denselben Namen.